# Troupes frontalières de la République démocratique allemande

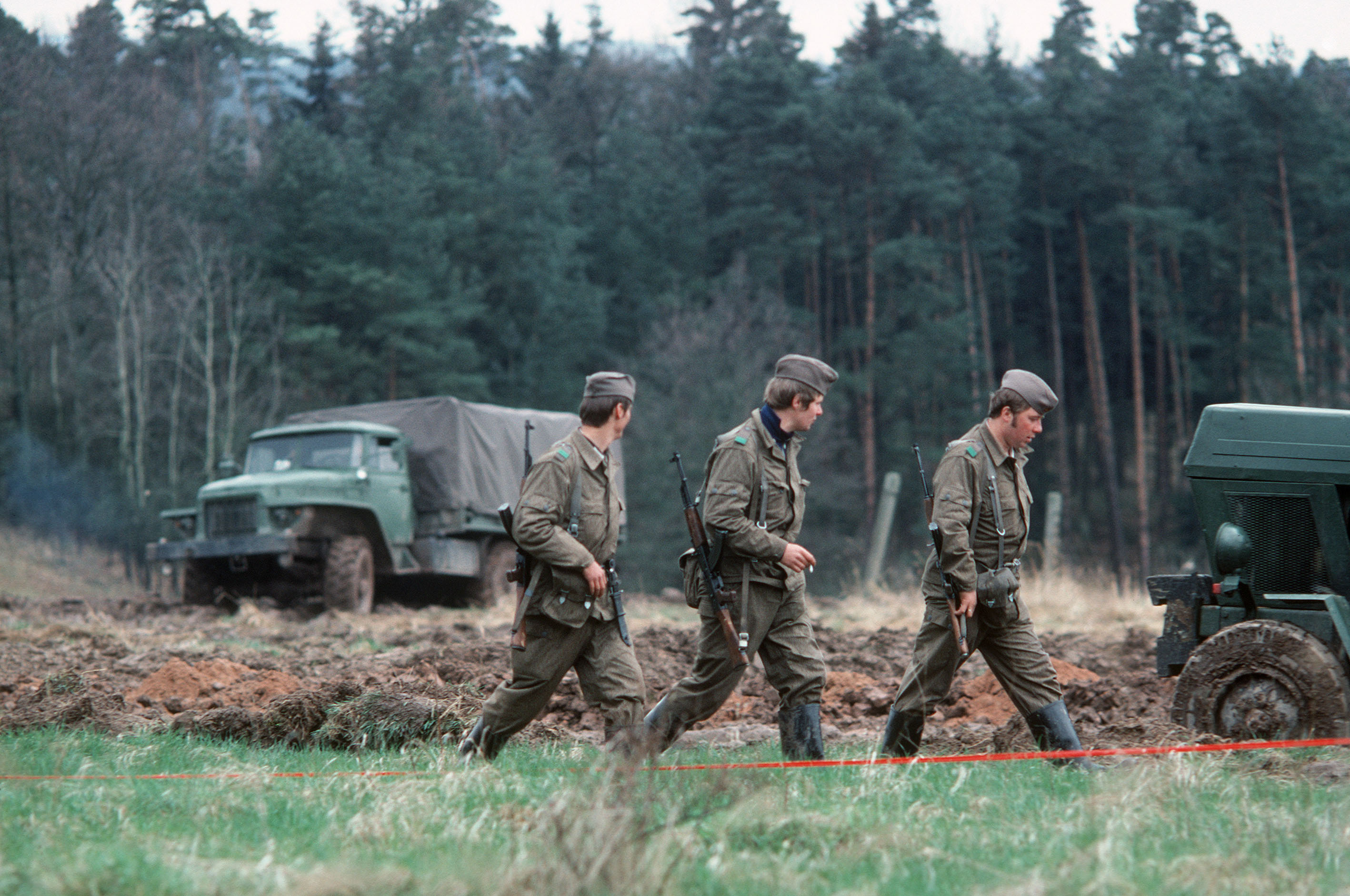
Troupes frontalières de la RDA en patrouille en 1979.

Les troupes frontalières de la République démocratique allemande (en allemand : Grenztruppen der DDR) étaient une organisation militaire affectée principalement à la surveillance de la frontière entre la République démocratique allemande (RDA) et l'Allemagne de l'Ouest (RFA). Excepté l'Union soviétique, aucun autre pays du Pacte de Varsovie n'entretenait une force de garde-frontières aussi importante. L'équivalent ouest-allemand était la Bundesgrenzschutz (Force fédérale de protection des frontières).

## Histoire

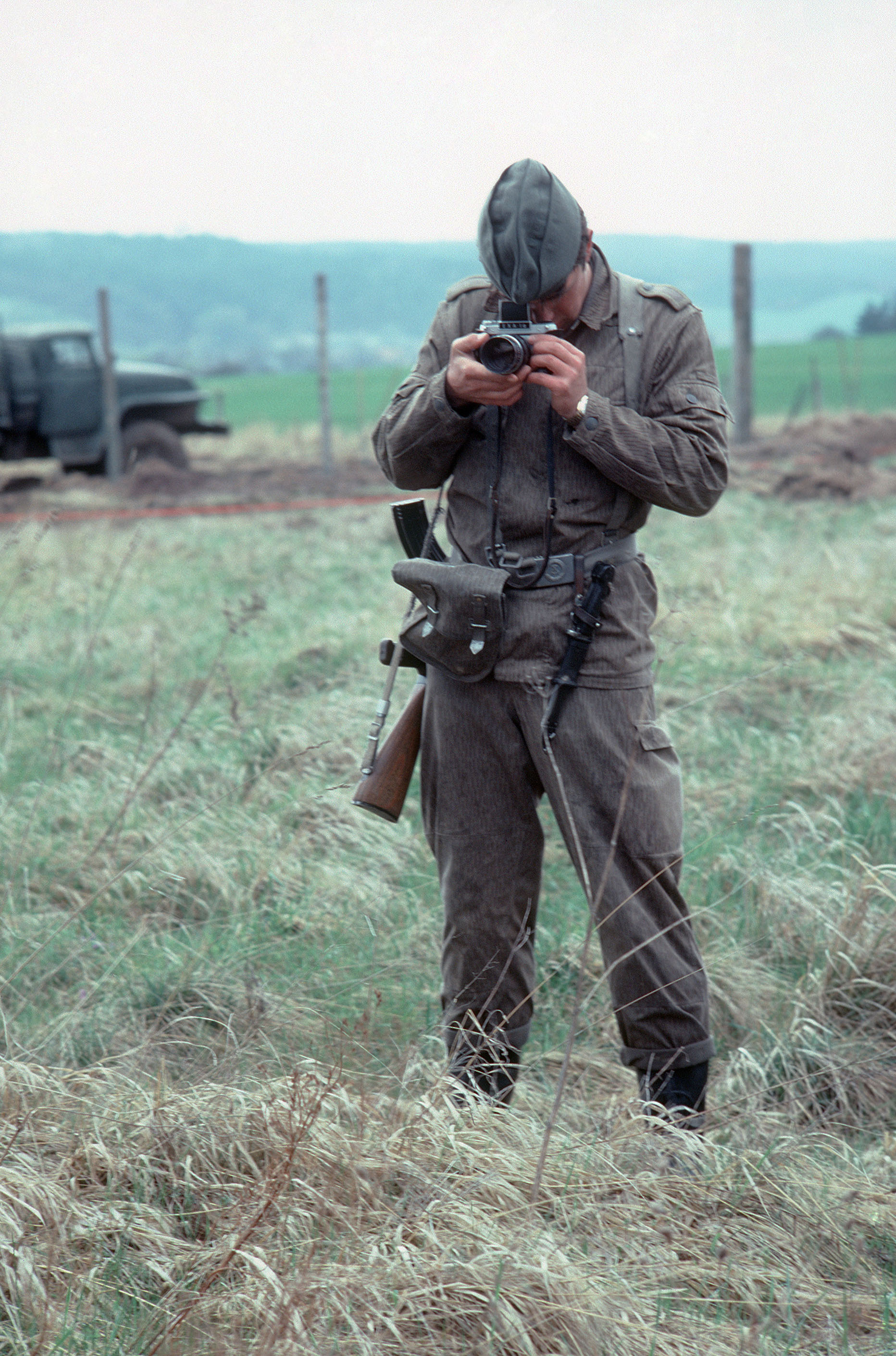
Un garde-frontière est-allemand prenant une photographie des activités américaines de l'autre côté de la frontière, 1979.

Drapeau des patrouilleurs est-allemands de l'Oder et de l'Elbe.

Héritières de la Grenzpolizei (police des frontières allemande) créée en 1946 sous contrôle soviétique, les troupes frontalières ont été officiellement mises en place en 1961. D'abord rattachées à la Nationale Volksarmee (NVA), elles en ont été détachées en 1973 pour passer sous la tutelle directe du ministère de la défense. À partir de cette date, et à la différence de la NVA, elles ne sont plus composées que de volontaires et non d'appelés. En 1989, un an avant leur disparition, les troupes frontalières ont compté 47 000 membres. La majorité de ces troupes est affectée à la surveillance de la frontière avec l'Allemagne de l'Ouest, à titre de comparaison seuls 600 hommes ont été déployés sur les frontières tchécoslovaque et polonaise.

### Équipement
L'équipement de ces troupes est similaire à celui des formations d'infanterie de l'armée régulière (fusils d'assaut AK-47, lance-roquettes RPG-7). Les troupes frontalières employaient en outre des bergers allemands pour la chasse des réfugiés et pour les unités mécanisées des véhicules de reconnaissance PSzH-IV, dérivés du BRDM-1 soviétique.

### Réorganisation en 1989
Le 30 novembre 1989, à la suite d'une décision du Conseil de la Défense nationale prise en juin de la même année, les effectifs sont réduits de 17 % et le nombre de QG est diminué, passant de 50 à 24.

## Liste des commandants successifs
- 1952 : Richard Smolorz
- 1952-1955 : Hermann Gartmann
- 1955-1957 : Heinrich Stock
- 1957 : Hermann Gartmann
- 1957-1960 : Paul Ludwig
- 1960-1979 : Erich Peter
- 1979-1990 : Klaus-Dieter Baumgarten
- 1990 : Dieter Teichmann